# Abgarchuk
Abgarchuk (abchazsky Абгархықә nebo Абӷархықә, gruzínsky აბღარხუქი – Abgarchuki) je vesnice v Abcházii v okrese Gudauta. Leží přibližně 7 km severovýchodně od okresního města Gudauty. Obec sousedí na západě s Kulanyrchvou, na severu s Ačandarou, na východě s Aacemi a na jihu se Ckvarou. Abgarchukem protékají řeky Aapsta, která ji odděluje od Aaců, dále Čbaarta a Dochurta, jež se na území obce do sebe vlévají a poté do Aapsty. Jižně od obce prochází hlavní silnice od hranice s Ruskem do Suchumi.

## Vesnický okrsek Abgarchuk
Abgarchuk je vesnické správní centrum s oficiálním názvem Vesnický okrsek Abgarchuk (rusky Абгархукская сельская администрация, abchazsky Абӷархықә ақыҭа ахадара). Za časů Sovětského svazu se okrsek jmenoval Abgarchucký selsovět (Абгархукской сельсовет). Součástí vesnického okrsku Abgarchuk jsou následující části:

Vesnický okrsek Abgarchuk

- Abgarchuk (Абгархықә / Абӷархықә)
- Abachu Amca (Абахә Амҵа)
- Bagikyta (Баӷиқыҭа)
- Bazikyta (Базиқыҭа)
- Tasrakva (Ҭасраҟәа)
- Couchva (Цоухәа)

## Dějiny
Během 19. století byl Abgarchuk rozdělen mezi okolní vsi, takže první řádná data o tamním obyvatelstvu byla dostupná až od začátku 20. století, kdy byla obec osamostatněna pod jménem Ladari-Arhabla. V průběhu stalinské éry se sem přistěhovalo mnoho gruzínských rodin, které se usídlily převážně do střední a západní části do osady Bagikyta. V roce 1948 došlo k přejmenování obce na Abgarchuk, respektive na Abgarchuki. Většina z přistěhovalých Gruzínů se velmi dobře naučila hovořit abchazsky, ale během války v Abcházii drtivá většina těchto Gruzínů vesnici opustila a počet obyvatel se snížil z 1483 na současných 1024.

## Obyvatelstvo
Dle nejnovějšího sčítání lidu z roku 2011 je počet obyvatel vesnického okrsku 1024 a jejich složení je následovné:
- 1003 Abchazů (97,9 %)
- 13 Rusů (1,3 %)
- 8 příslušníků ostatních národností (0,8 %)

V roce 1989, před válkou v Abcházii žilo v Abgarchuku 219 obyvatel a v celém Abgarchukském selsovětu 1385 obyvatel.
V roce 1959 žilo v tomto selsovětu 1483 obyvatel.